# Jermaine (album 1972)
Jermaine è il primo album da solista del cantautore statunitense Jermaine Jackson, pubblicato nel 1972 dalla Motown Records.

## Classifiche
Raggiunse la posizione 27 nella classifica degli album pop di Billboard negli Stati Uniti.  I singoli That's How Love Goes e Daddy's Home arrivarono rispettivamente alla 46 e alla 9 della classifica dei singoli di Billboard.

## Tracce
1. That's How Love Goes – 3:27 (Johnny Bristol, David H. Jones, Jr., Wade Brown, Jr.)
2. I'm in a Different World – 3:06 (Eddie Holland, Jr., Lamont Dozier, Brian Holland)
3. Homeward Bound – 3:00 (Paul Simon)
4. Take Me in Your Arms (Rock Me a Little While) – 3:10 (Eddie Holland Jr., Lamont Dozier, Brian Holland)
5. I Only Have Eyes for You – 2:41 (Al Dubin, Harry Warren)
6. I Let Love Pass Me By – 3:08 (Johnny Bristol, David H. Jones, Jr., Ware Brown, Jr.)
7. Live It Up – 3:01 (The Corporation)
8. If You Were My Woman – 3:40 (Leon Ware, Pamela Sawyer, Clay McMurray)
9. Ain't That Peculiar – 3:12 (William "Smokey" Robinson, Warren "Pete" Moore, Marvin Tarplin, Robert Rogers)
10. Daddy's Home – 3:04 (James Sheppard, William H. Miller)